# Endoplasma
O endoplasma é a parte interna do citoplasma que circula o núcleo de uma célula.
Ele corresponde à parte líquida da matriz citoplasmática ou "citosol", que tem consistência mais fluida e que se localiza na parte mais direcionada ao centro do citoplasma. Na porção mais externa, o citosol é mais viscoso, com uma consistência gelatinosa e mole, sendo chamado de ectoplasma.